# Rue Meilhac
La rue Meilhac est une rue du 15e arrondissement de Paris.

## Origine du nom

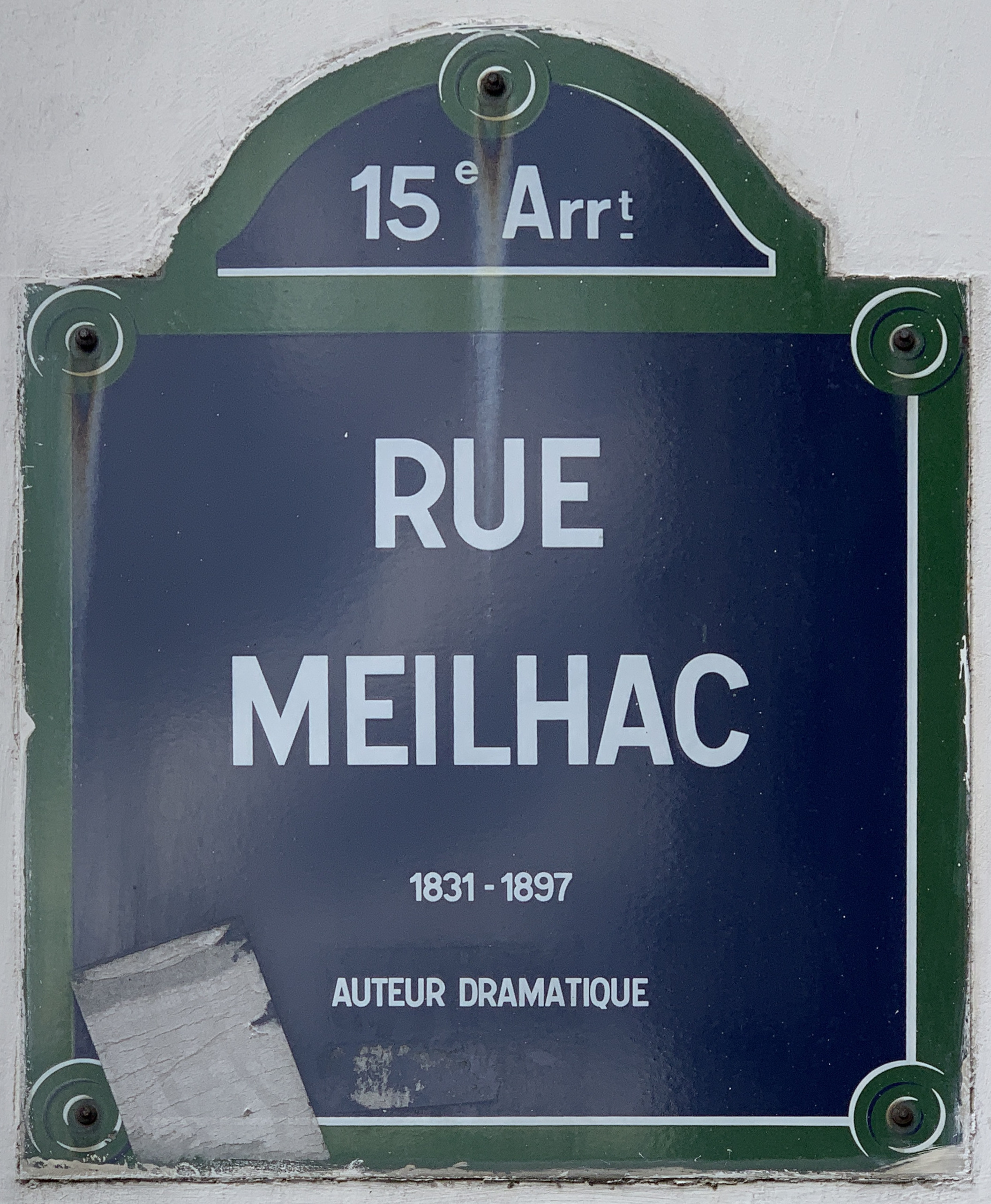
Plaque de la rue.

La rue rend hommage à Henri Meilhac (1830-1897), auteur dramatique et librettiste d'opérettes et d'opéras.

## Historique
Cette voie, indiquée sur le plan cadastral de l'ancienne commune de Grenelle dressé en 1811, était l’ancien pourtour du théâtre de Grenelle.
Rattachée à la voirie de Paris en 1863, la rue prend son nom actuel le 11 janvier 1932.

## Bâtiments remarquables et lieux de mémoire
- No 13 : adresse de La Maison verte, un lieu d'accueil enfants-parents créé par Françoise Dolto.